# Клезиу
Клезиу Палмирим Дейвид Бауки (на португалски: Clésio Palmirim David Baúque) известен още като Клезиу е мозамбикски футболист, играещ като нападател за азербайджанския Габала и националния отбор на Мозамбик. Участник в Купата на африканските нации 2023 където вкарва втория гол на Египет при равенството 2:2 в групите.

## Успехи
Бенфика (Лисабон)
- Примейра лига
  -  Шампион (1): 2015/16